# Група (периодни систем)
Група периодног система елемената је вертикална колона у периодном систему елемената. Постоји 18 група, а означавају се на три начина. Два начина (европски и амерички) означавају групе римским бројевима и словом (А или Б), а трећи, којег препоручује IUPAC (ЈУПАК) означава групе арапским бројевима:
Групе периодног система елемената су (у заградама је наведен стари систем означавања: европски и амерички):
- 1. Група (IA,IA): Алкални метали
- 2. Група (IIA,IIA): Земноалкални метали
- 3. Група (IIV,IIIV): Група скандијума
- 4. Група (IVA,IVB): Група титанијума
- 5. Група (VA,VB): Група ванадијума
- 6. Група (VIA,VIB): Група хрома
- 7. Група (VIIA,VIIB): Група мангана
- 8. Група (VIII, VIIIB): Група гвожђа
- 9. Група (VIII, VIIIB): Група кобалта
- 10. Група (VIII, VIIIB): Група никла
- 11. Група (IB,IB): Група бакра
- 12. Група (IIB,IIB): Група цинка
- 13. Група (IIIB,IIIA): Група бора
- 14. Група (IVB, IVA): Група угљеника
- 15. Група (VB,VA): Пниктогени елементи
- 16. Група (VIB,VIA): Халкогени елементи
- 17. Група (VIIB,VIIA): Халогени елементи
- 18. Група (Група 0): Племенити гасови